# Riot (Izi)
Riot è il quarto album in studio del rapper italiano Izi, pubblicato il 30 ottobre 2020 con dalla Island Records.

## Descrizione
Il disco si compone di tredici tracce sperimentali che spaziano traendo ispirazione dalla musica d'autore, il trap e l'alternative hip hop. Come per Aletheia, il lavoro segue un filo conduttore tra le tracce che è la volontà di ribellarsi ad una società conformista.
All'album partecipano diciotto artisti, tra cui Nayt, Federica Abbate, Gué Pequeno, Elettra Lamborghini, Fabri Fibra, Gemitaiz, MadMan, Dargen D'Amico e Benny Benassi.

## Tracce
1. Intro (Can't Breathe) (feat. Dax) – 3:19
2. Al Pacino (feat. IDK) – 2:42
3. Matrix (feat. Nayt) – 2:55
4. Domani (feat. Federica Abbate e Piccolo G) – 2:35
5. Miami Ladies (feat. Elettra Lamborghini e Gué Pequeno) – 2:53
6. Flop (feat. Leon Faun) – 2:12
7. Pazzo (feat. Fabri Fibra) – 3:18
8. Foto (feat. Gemitaiz e MadMan) – 4:15
9. S8 K4SS4 (feat. Benny Benassi e Dargen D'Amico) – 3:04
10. Pusher (feat. Guesan e Vaz Tè) – 3:23
11. Faya (feat. Maestro e Sav12) – 2:40
12. Peligro (feat. Disme) – 2:36
13. Parigi – 2:23

## Classifiche
| Classifica (2020) | Posizione massima |
| ----------------- | ----------------- |
| Italia            | 2                 |